# سعادين عارية الوجه
السعادين عارية الوجه (الاسم العلمي:Pitheciidae) هي واحدة من خمس فصائل من سعادين العالم الجديد المدرجة الآن. تشمل هذه الفصيلة أنواع منها التيتيات وسعادين الساكي و الواكاري. ومعظم هذه الأنواع يوجد في غابات الأمازون في البرازيل.